# Praxithea angusta
Praxithea angusta là một loài bọ cánh cứng trong họ Cerambycidae.